# Miami Open 1998
Il Miami Open 1998 (conosciuto anche come Lipton Championships, per motivi di sponsorizzazione) è stato un torneo di tennis giocato sulla cemento. È stata la 14ª edizione del torneo, che faceva parte della categoria ATP Super 9 nell'ambito dell'ATP Tour 1998, e della Tier I nell'ambito del WTA Tour 1998. Sia il torneo maschile che quello femminile si sono giocati al Tennis Center at Crandon Park di Key Biscayne in Florida, dal 19 al 29 marzo 1998.

## Campioni

### Singolare maschile
Marcelo Ríos  ha battuto in finale  Andre Agassi con il punteggio di 7–5, 6–3, 6–4

### Singolare femminile
Venus Williams ha battuto in finale  Anna Kurnikova  2–6, 6–4, 6–1

### Doppio maschile
Ellis Ferreira /  Rick Leach hanno battuto in finale  Alex O'Brien /  Jonathan Stark con il punteggio di 6–2, 6–4

### Doppio femminile
Martina Hingis /  Jana Novotná hanno battuto in finale  Arantxa Sánchez Vicario /  Nataša Zvereva con il punteggio di 6–2, 3–6, 6–3